# British Home Championship 1912
De British Home Championship van 1912 was de 29e editie van de British Home Championship. Het toernooi werd gehouden van 10 februari tot en met 13 april 1912. Engeland en Schotland werden kampioen.

## Eindstand
| Team      | Gsp | W | G | V | DV | DT | DS | Ptn |
| --------- | --- | - | - | - | -- | -- | -- | --- |
| Engeland  | 3   | 2 | 1 | 0 | 9  | 2  | +7 | 5   |
| Schotland | 3   | 2 | 1 | 0 | 6  | 2  | +4 | 5   |
| Ierland   | 3   | 1 | 0 | 2 | 5  | 12 | –7 | 2   |
| Wales     | 3   | 0 | 0 | 3 | 2  | 6  | –4 | 0   |

## Wedstrijden
|                                                          |                   |       |                                                                                  |                                                                                |
| 10 februari 1912 «onderlinge duels» 15:30 uur (UTC–0:25) | Ierland           | 1 – 6 | Engeland                                                                         | Dalymount Park, Dublin Toeschouwers: 15.000 Scheidsrechter: Alex Jackson (SCO) |
| 10 februari 1912 «onderlinge duels» 15:30 uur (UTC–0:25) | Mickey Hamill 35' |       | 12', 40', 64' Harold Fleming 17' George Holley 50' Bert Freeman 85' Jock Simpson | Dalymount Park, Dublin Toeschouwers: 15.000 Scheidsrechter: Alex Jackson (SCO) |

|                                                 |                 |       |       |                                                                                 |
| 2 maart 1912 «onderlinge duels» 15:30 uur (UTC) | Schotland       | 1 – 0 | Wales | Tynecastle Park, Edinburgh Toeschouwers: 31.000 Scheidsrechter: Jim Mason (ENG) |
| 2 maart 1912 «onderlinge duels» 15:30 uur (UTC) | Jimmy Quinn 88' |       |       | Tynecastle Park, Edinburgh Toeschouwers: 31.000 Scheidsrechter: Jim Mason (ENG) |

|                                                  |       |                                   |          |                                                                                   |
| 11 maart 1912 «onderlinge duels» 15:30 uur (UTC) | Wales | 0 – 2                             | Engeland | Racecourse Ground, Wrexham Toeschouwers: 10.000 Scheidsrechter: Tom Dougray (SCO) |
| 11 maart 1912 «onderlinge duels» 15:30 uur (UTC) |       | 2' George Holley 41' Bert Freeman |          | Racecourse Ground, Wrexham Toeschouwers: 10.000 Scheidsrechter: Tom Dougray (SCO) |

|                                                       |                    |       |                                                            |                                                                                  |
| 16 maart 1912 «onderlinge duels» 15:30 uur (UTC–0:25) | Ierland            | 1 – 4 | Schotland                                                  | Windsor Park, Belfast Toeschouwers: 12.000 Scheidsrechter: Herbert Bamlett (ENG) |
| 16 maart 1912 «onderlinge duels» 15:30 uur (UTC–0:25) | Jimmy McKnight 42' |       | 8', 23' Walter Aitkenhead 60' Willie Reid 70' Bobby Walker | Windsor Park, Belfast Toeschouwers: 12.000 Scheidsrechter: Herbert Bamlett (ENG) |

|                                                  |                |       |                   |                                                                             |
| 23 maart 1912 «onderlinge duels» 15:30 uur (UTC) | Schotland      | 1 – 1 | Engeland          | Hampden Park, Glasgow Toeschouwers: 127.307 Scheidsrechter: Jim Mason (ENG) |
| 23 maart 1912 «onderlinge duels» 15:30 uur (UTC) | Andy Wilson 7' |       | 13' George Holley | Hampden Park, Glasgow Toeschouwers: 127.307 Scheidsrechter: Jim Mason (ENG) |

|                                  |                                                        |       |                                       |                                                                                 |
| 13 april 1912 «onderlinge duels» | Wales                                                  | 2 – 3 | Ierland                               | Ninian Park, Cardiff Toeschouwers: 10.000 Scheidsrechter: Herbert Bamlett (ENG) |
| 13 april 1912 «onderlinge duels» | William Davies 30' David Davies 53' Frank Thompson 85' |       | 61' Jack McCandless 65' Batty Brennan | Ninian Park, Cardiff Toeschouwers: 10.000 Scheidsrechter: Herbert Bamlett (ENG) |